# John Robertson Henderson
John Robertson Henderson (geboren 21. Mai 1863 in Melrose, Schottland; gestorben 26. Oktober 1925 in Edinburgh) war ein schottischer Zoologe, Numismatiker und Hochschullehrer.

## Ausbildung
Henderson erhielt seine Schulausbildung am Dulwich College im County of London und an der schottischen Dollar Academy, zwei renommierten Privatschulen. Anschließend studierte er an der University of Edinburgh Medizin, wo er mit dem Naturforscher und Meeresbiologen Charles Wyville Thomson Bekanntschaft machte. Thomas, ehemaliger Leiter der Challenger-Expedition, machte auf Henderson Eindruck, der zwar noch sein Medizinstudium abschloss, sich dann aber der Meeresbiologie zuwandte.

## Challenger Office
Henderson arbeitete gemeinsam mit einer Reihe junger Zoologen und Ozeanografen in dem von John Murray nach dem Tod Thomas’ im Jahr 1882 geleiteten Büro in Edinburgh, in dem die wissenschaftliche Auswertung der Challenger-Expedition vorgenommen wurde. 1884 arbeitete er in dem von Murray eingerichteten Marine Laboratory in Granton bei Edinburgh, der ersten britischen Meeresforschungsstation, und auf Murrays Yacht. Zu dieser Zeit begann er an seinen ersten wissenschaftlichen Veröffentlichungen zu arbeiten, einigen Aufsätzen über die Zehnfußkrebse der schottischen Gewässer. Ende 1884 übertrug ihm Murray die Aufgabe, die von der Challenger-Expedition mitgebrachten Anomura zu untersuchen und zu beschreiben. Damit waren im Jahr 1885 mehrere Aufenthalte in London und Paris verbunden, um am Natural History Museum und am Muséum national d’histoire naturelle die Sammlungen zu studieren. Die daraus entstandenen Monografie erschien 1888.

## Madras Museum
Im Herbst 1885, noch während der Arbeit an dem Bericht der Challenger-Expedition, wurde er als Professor an das Madras Christian College in Indien gerufen. Dort lehrte er während der folgenden 25 Jahre. Während dieser Tätigkeit arbeitete er ehrenamtlich als Assistent der Leitung des Madras Museum. 1909 wurde er in Nachfolge von Edgar Thurston zum Leiter des Museums mit der angeschlossenen Connemara Public Library ernannt. Im April 1919 zog Henderson sich in den Ruhestand nach Edinburgh zurück, wo er Mitglied des Vorstands der Royal Zoological Society of Scotland und anderer Vereinigungen wurde.
Während seines Aufenthalts in Indien forschte Henderson vor allem über Krebstiere Indiens und veröffentlichte dazu zahlreiche Aufsätze. Darunter befanden sich Erstbeschreibungen von Krebstieren, aber auch von anderen Arten wie den Skorpionen Heterometrus tristis und Lychas albimanus. Darüber hinaus war Henderson ein Sammler südindischer Münzen, Metall- und Keramikobjekte. Er verfasste zwei numismatische Werke über die Münzen südindischer Fürstenstaaten.
Henderson wurde 1918 in den Order of the Indian Empire aufgenommen. 1923 wurde er Fellow of the Royal Society of Edinburgh.

## Dedikationsnamen (Auswahl)
- Gattung Hendersonida Cabezas & Macpherson, 2014
- Allokepon hendersoni (Giard & Bonnier, 1888)
- Cyclasterope hendersoni Brady, 1897
- Hyastenus hendersoni (Laurie, 1906)
- Lychas hendersoni (Pocock, 1897)
- Palapedia hendersoni (Rathbun, 1902)
- Parapinnixa hendersoni Rathbun, 1918
- Raninoides hendersoni Chopra, 1933
- Venezillo hendersoni (Boone, 1934)

## Veröffentlichungen (Auswahl)
- Report on the Anomura collected by H.M.S. Challenger during the years 1873–1876. In: Charles Wyville Thomas und John Murray (Hrsg.): Report on the scientific results of the voyage of H.M.S. Challenger during the years 1873–1876. Zoology – Vol. XXVII. Eyre & Spottiswoode, London 1888, Digitalisat.
- The coins of Haidar Alī and Tīpū Sultān. Government Press, Madras 1921, Digitalisat.
- Coins of Mysore and miscellaneous coins of South India. In: John Allan (Hrsg.): Catalogue of the coins in the Indian Museum Calcutta. Volume 4, Part 2. Oxford 1928, Digitalisat.